# El Mirador, Del Nayar
El Mirador är en ort i Mexiko.   Den ligger i kommunen Del Nayar och delstaten Nayarit, i den centrala delen av landet, 600 km nordväst om huvudstaden Mexico City. El Mirador ligger 488 meter över havet och antalet invånare är 153.
Terrängen runt El Mirador är kuperad åt nordost, men åt sydväst är den bergig. El Mirador ligger nere i en dal. Runt El Mirador är det mycket glesbefolkat, med 5 invånare per kvadratkilometer. Närmaste större samhälle är La Guerra, 6,9 km nordost om El Mirador. I omgivningarna runt El Mirador växer huvudsakligen savannskog.